# Cap Legoupil
Le cap Legoupil est un cap situé au nord-est de l'entrée de la baie de Huon, dans la péninsule de la Trinité, en Antarctique, et se terminant dans la péninsule de Schmidt.
Il a été découvert par une expédition française en Antarctique dirigée par le capitaine Jules Dumont d'Urville entre 1837 et 1840, et nommé en l'honneur de l'artiste Ernest Goupil, décédé lors de l'expédition. La forme incorrecte Legoupil a été si largement utilisée qu'elle a été acceptée, puis devenue la forme normale.
Le cap Legoupil abrite la station de recherche chilienne Base General Bernardo O'Higgins.